# Atszana Szarkijja
Atszana Szarkijja (arab. عطشانة شرقية) – wieś w Syrii, w muhafazie Aleppo. W 2004 roku liczyła 
912 mieszkańców.